# Stephan Hankammer
Stephan Hankammer ist ein deutscher Wissenschaftler und Professor für Nachhaltige Unternehmensführung, Innovation und Entrepreneurship an der Alanus Hochschule für Kunst und Gesellschaft. Schwerpunkte seiner Arbeit liegen im nachhaltigkeitsorientierten Innovationsmanagement, im Regenerativen Wirtschaften und in der Analyse von Ansätzen zur Gestaltung von Unternehmen in einer Postwachstumsökonomie.

## Biografie
Hankammer studierte Europastudien, Betriebswirtschaftslehre und Philosophie an der Westfälischen Wilhelms-Universität Münster, der Philipps-Universität Marburg, der Universidad de Granada und der Universidad de Sevilla. Am Institut für Technologie- und Innovationsmanagement der RWTH Aachen promovierte er 2018 bei Frank Piller zum Thema kollaborative Wertschöpfung aus der Perspektive der Nachhaltigkeit. An der Alanus Hochschule leitet er den Studiengang Nachhaltiges Wirtschaften, lehrt die Fächer Sustainable Entrepreneurship, Sustainability Management und Innovationsmanagement und forscht zu zukunftsfähigen Geschäftsmodellen, die zu einer Regeneration ökologischer und sozialer Systeme beitragen. Er ist affilierter Forscher und Gastdozent am Institut für Technologie- & Innovationsmanagement an der RWTH Aachen. Er ist Co-Gründer und wissenschaftlicher Institutsleiter des REGWI Instituts für Regeneratives Wirtschaften.

## Publikationen
- Polewsky, M., Hankammer, S., Kleer, R., & Antons, D. (2024). Degrowth vs. Green Growth. A computational review and interdisciplinary research agenda. Ecological Economics, 217, 108067, https://doi.org/10.1016/j.ecolecon.2023.108067
- Hankammer, S., Kleer, R., Piller, F.T.: Sustainability nudges in the context of customer co-design for consumer electronics, Journal of Business Economics, 91(6), 2021, S. 89–-933, doi:10.1007/s11573-020-01020-x.
- Hankammer, S., Kleer, R., Mühl, L., Euler, J.: Principles for organizations striving for sustainable degrowth: Framework development and application to four B Corps, Journal of Cleaner Production, 2021, 300, S. 126818, doi:10.1016/j.jclepro.2021.126818.
- Euler, J., Acksel, B., Hankammer, S.: Practice Turn in der Commons-Forschung, Ökologisches Wirtschaften, 33(1), 2020, S. 28–29.
- Hankammer, S., Antons, D., Kleer, R., Piller, F.T.: Taking stock of customization research: A computational review and interdisciplinary research agenda, Social Science Research Network (SSRN), 2020, S. 3632997, doi:10.2139/ssrn.3632997.
- Hankammer, S., Brenk, S., Fabry, H., Nordemann, A., Piller, F. T.: Towards circular business models: Identifying consumer needs based on the jobs-to-be-done theory. Journal of Cleaner Production, 2019, 231, S. 341–358, doi:10.1016/j.jclepro.2019.05.165.
- Hankammer, S., Nielsen, K., Piller, F.T., Schuh, G., Wang, N.: Customization 4.0, Springer, 2018, doi:10.1007/978-3-319-77556-2.
- Hankammer, S., Kleer, R.: Degrowth and collaborative value creation: Reflections on concepts and technologies. Journal of Cleaner Production. 197, 2018, S. 1711–1718, doi:10.1016/j.jclepro.2017.03.046.
- Hankammer, S., Jiang, R., Kleer, R., Schymanietz, M.: Are modular and customizable smartphones the future, or doomed to fail? A case study on the introduction of sustainable consumer electronics, CIRP Journal of Manufacturing Science and Technology, 23, 2018, S. 146–155, doi:10.1016/j.cirpj.2017.11.001.[5]